# هیرونوری میاتا
هیرونوری میاتا (انگلیسی: Hironori Miyata; ۲۲ ژوئن ۱۹۶۰ – ) صداپیشگی در ژاپن اهل ژاپن بود. وی از سال ۱۹۸۶ میلادی تاکنون مشغول فعالیت بوده‌است.